# 流星戰隊Musumet
《流星戰隊Musumet》（流星戦隊ムスメット）為日本2004年10月至12月播放的獨立UHF電視台動畫作品，全13話。原作為《Megami MAGAZINE》自2004年1月號起連載的讀者參加企劃「Musumet RGB」。
本作是Wonder Farm最後一部「萌系作品」。在本作結束後，該公司便從萌系事業退出。

## 登場人物

### Musumet
只要戴上內藏三色流星力量的頭盔強化配件就可變身，但變身的範圍只有手腳等末端部分。由於沒有緊身衣的關係，所以變身後會維持變身前的服裝（如學生服等），具有強烈的Cosplay要素。
強化系統「Musume Finalizer」開發完成後，Musumet也獲得了凌駕Otomet的戰鬥力，而且也同時著裝緊身衣，取消了平時的Cosplay要素。
三色 紅（Mishina Kurenai，聲優：松本彩乃）
三色三姊妹的么女，擅長的運動是壘球。變身後為「Musume Red」
三色 翠（Mishina Midori，聲優：大澤千秋）
三色三姊妹的次女，在家中負責料理家務事，頭腦十分冷靜。變身後為「Musume Green」
三色 葵（Mishina Aoi，聲優：川瀨晶子）
三色三姊妹的長女，很會照顧別人，是個樂天派。變身後為「Musume Blue」
- 靈感來自色光三原色的紅色、綠色、藍色。

### Otomet
由受到黑色流星支配的白井大和所創造。原為次世代Musumet之原型系統，但是被經過改良，可發揮遠勝於Musumet的能力。
特徵是具有緊身衣，維持力量會消耗能源，因此性能比Musumet還要高。但副作用卻是只要能源一用盡，不僅是裝甲連緊身衣都會徹底分解消失，所以只要耗盡能源就會落到全裸的下場。早乙女三姊妹原本與三色三姊妹處於敵對關係，可是在Otomet不斷善行之下使正義之心逐漸覺醒，最後為了從流星的咒縛中解救愛慕的大和而與Musumet並肩作戰。
早乙女 彩音（Saotome Shion，聲優：淺野真澄）
早乙女家三姊妹的長女，明明是美國人，可是卻用日文夾雜英文的奇怪方式說話。變身後為「Otome Cyaan」
早乙女 瑪兒希雅（Saotome Marushia，聲優：榎本溫子）
早乙女三姊妹的次女，雖然是巴西人，但不知為何操著一口大阪腔。變身後為「Otome Magenta」
早乙女 黃（Saotome Kou，聲優：桃井晴子）
早乙女三姊妹的么女，是中國人，但是在講的話最後常會加上｢～的啦」。變身後為「Otome Yellow」
早乙女家握有雄厚的資產，操控著整個地球的食衣住行。
還有，她們三人都是同父異母的姊妹，是她們的日本人父親分別和美國人、巴西人、中國人的母親生下的混血兒。
- 靈感來自印刷三原色的青色、洋紅色、黃色。

### 其他登場人物
岸田 博士（Kishida Hiroshi，聲優：成田劍）
色部 紫（Shikibe Murasaki，聲優：日野由利加）
青錠 奈子（Seijou Nako，聲優：松來未祐）
白井 大和（Shirai Yamato，聲優：津久井教生）
摩多基·昆（Modoki·Kun，聲優：井上奈奈）
中川 忍（Nakagawa Shinobu，聲優：山本麻里安）
藤見 喬治（George·Fujimi，聲優：麥人）
六月 十三朗（Mutsuki Juzaburo，聲優：鈴木琢磨）

## 聲優本人的表演
節目最後都有一段由主演聲優、原作者等人進行訪談的時間。

## 製作小組
- 企劃原作：Wonder Farm
- 監修：
- 原作：六月十三
- 製作人：服部街宇
- 監督：木宮茂
- 人物原案：長谷川光司
- 人物設定、總作畫監督：原將治
- 系列構成：瀧晃一
- 機械設定：宮豐
- 美術監督：森元茂
- 彩色設計：植木義則
- 撮影監督：久保博志
- 音響監督：高橋秀雄
- 執行製作人：加藤長輝
- 動畫製作：TNK
- 製作：「Musumet」製作委員會（TWOMAX、Prime Direction、Ponycanyon、Ponycanyon Enterprise）

## 主題歌
片頭曲
- 「愛的閃光」（1話 - 8話・12話 - 13話）

作詞：六月十三、作曲、編曲：酒井良、歌：Musumet（由松本彩乃、大澤千秋、川瀨晶子組成的3人團體）
- 「彩 Trichromatic」（9話 - 11話）

作詞：六月十三、作曲、編曲：原田末秋、歌：Otomet（由淺野真澄、榎本溫子、桃井晴子組成的3人團體）
片尾曲
- 「兒女心☆少女心」（1話 - 13話）

作詞、作曲：桃井晴子、編曲：磯江俊道、歌：SD☆Children（由松來未祐、金田朋子組成的團體）

## 各話標題
| 日本播放日期   | 話數   | 副標題 | 腳本                     | 分鏡       | 演出     | 作畫監督   |
| -------------- | ------ | ------ | ------------------------ | ---------- | -------- | ---------- |
| 2004年10月4日  | 第1話  |        | 佐藤勝一                 | 木宮茂     | 木宮茂   | 原將治     |
| 2004年10月11日 | 第2話  |        | 瀧晃一                   | 破慌太     | 原口浩   | 谷口淳一郎 |
| 2004年10月18日 | 第3話  |        | 大知慶一郎               | 誌村宏明   | 古川政美 | 古池敏也   |
| 2004年10月25日 | 第4話  |        | 南出祐司                 | 久保太郎   | 久保太郎 | 田中基樹   |
| 2004年11月1日  | 第5話  |        | 佐藤勝一                 | 葛谷直行   | 後信治   | 添田直子   |
| 2004年11月8日  | 第6話  |        | 瀧晃一                   | 藤原良二   | 福本潔   | 吉田潤     |
| 2004年11月15日 | 第7話  |        | 大知慶一郎               | 中村憲由   | 中村憲由 | 山口真未   |
| 2004年11月22日 | 第8話  |        | 南出祐司                 | 奥村吉昭   | 原口浩   | 内原茂     |
| 2004年11月29日 | 第9話  | [ 1 ]  | 佐藤勝一                 | 川崎逸朗   | 古川政美 | 石田啓一   |
| 2004年12月6日  | 第10話 | [ 2 ]  | 南出祐司 佐藤勝一 瀧晃一 | 久保太郎   | 久保太郎 | 野口孝行   |
| 2004年12月13日 | 第11話 | [ 3 ]  | 瀧晃一                   | 青木新一郎 | 後信治   | 添田直子   |
| 2004年12月20日 | 第12話 | [ 4 ]  | 瀧晃一                   |            |          | 大河原晴男 |
| 2004年12月27日 | 第13話 |        | 佐藤勝一                 | 木宮茂     | 木宮茂   | 原將治     |

## 相關節目
- 看光光☆Musumet（まるみえ☆ムスメット）
  - 於Animete TV上發布的網路電視節目。
  - 發布期間：2004年10月～2005年3月
  - 主演：松本彩乃、大澤千秋、川瀨晶子、井上奈奈

## 播放頻道
千葉電視台、神奈川電視台、SUN電視台、埼玉電視台、Animax
另外，為配合故事情節（因為Musumet與Otomet對決的結果是Musumet落敗的關係），標題從第9話至11話之間變更為「流星戰隊Otomet（流星戦隊オトメット）」（Musumet再次與Otomet交戰獲得勝利後，標題又改為「流星戰隊Musumet歸來（帰ってきた流星戦隊ムスメット）」）。

## 外部連結
- 官方網站 （页面存档备份，存于）（日語）
- 流星戰隊Musumet 情報（日語）
- 流星戰隊Musumet 各話製作群（日語）
- 原始官方網站（已於2005年4月關閉）（日語）

## 備註
1. ↑  劇本上標記為
2. ↑  劇本上標記為
3. ↑  劇本上標記為
4. ↑  劇本上標記為